# Paul Taffanel
Pour les articles homonymes, voir Taffanel.
Claude Paul Taffanel, né le 16 septembre 1844 à Bordeaux et mort le 21 novembre 1908 à Paris, est considéré comme le fondateur de l'école française de flûte traversière, qui domina la discipline de cet instrument tant au plan de la composition que de l'interprétation pendant la majeure partie du XXe siècle. Il était également chef d'orchestre.

## Biographie
Claude Paul Taffanel est le fils de Simon Jules Taffanel et d'Anne Bessière.
Il reçoit dès l'âge de neuf ans, ses premières leçons de flûte de son père, professeur de musique à La Rochelle. L'année suivante, il donne son premier concert. En 1858, il monte à Paris où il étudie au Conservatoire de Paris sous la direction de Louis Dorus. Il remporte son diplôme de flûte en 1860 (l'un des premiers sur un modèle Boehm), puis d'harmonie deux ans plus tard (classe de Reber) et de fugue en 1865 (avec Massenet comme condisciple). À seize ans, il remporte son premier prix de concours d'interprétation, et de là mène trente ans durant une carrière de soliste d'abord à l'Opéra-Comique (1862-1864), puis à l'Orchestre des concerts du Conservatoire (1865-1892). Il se produit également dans toute l'Europe. Appartenant à la même génération de musiciens que Dvorák, Bartók et Sibelius, il cherche, comme eux, à promouvoir un style national en musique et se fait un activiste du style musical français.
En 1879, il créa la Société de musique de chambre pour instruments à vent, active jusqu’à 1892, et remit ainsi à la mode les compositions pour instruments à vent de musiciens de la fin du XVIIIe siècle, tels que Mozart. La position jusque-là dominante du piano et des cordes dans la musique de chambre commença, de ce moment, à régresser.
En 1890, jusque 1903, il dirige l'orchestre du Conservatoire et la même année, troisième chef puis, premier chef de l'Opéra en 1893,. En 1893, il est nommé professeur de flûte au Conservatoire, à la succession d’Henri Altès et y modernise le répertoire — notamment en y réintroduisant les compositeurs étrangers ou anciens tels que Jean-Sébastien Bach et les méthodes pédagogiques.

« Les sonates de Bach, les concertos de Mozart et, en général, tout ce qui constitue la richesse du répertoire de la flûte, étaient à peu près inconnus avant que Taffanel les mît en lumière. »

— Philippe Gaubert, Encyclopédie de la musique de Lavignac.
Il enseigne à ses étudiants à jouer doucement, d'un jeu régulier, sobre et dépouillé, avec un bon contrôle des vibratos. En 1897, il obtient la direction des orchestres, tout en continuant à enseigner la flûte.
Il laisse inachevée une grande méthode de flûte, 17 Grands Exercices journaliers de mécanisme, complétée après sa mort par deux de ses élèves, Louis Fleury et Philippe Gaubert (il dédie à ce dernier son Andante pastoral et Scherzettino). Cette méthode fait encore autorité de nos jours et est une des plus connues de par le monde pour la découverte de l'instrument. Il est considéré comme le père de l'école française de flûte, initié par Dorus. Il est surnommé le « Paganini de la flûte » (L'Europe artistique, 1895). Citons également d'autres élèves, Gaston Blanchart, André Lespès, Marcel Moyse et Georges Barrère.
Victime d'une attaque en 1901, Taffanel meurt à Paris en 1908 quelques années plus tard, écrasé par le surmenage. Ayant abandonné la plupart de ses fonctions officielles, il tint cependant à conserver sa classe de flûte au Conservatoire jusqu'à sa mort. Il est inhumé au cimetière du Père-Lachaise (44e division).
Il est marié avec Geneviève Deslignières (1852-1940), sœur de l'architecte Marcel Deslignières, qui a conçu deux maisons du couple Taffanel. La première se situait au 8 de l'avenue Gourgaud dans le 17e arrondissement de Paris et la seconde était la villa Espérance à Hyères. Paul et Geneviève sont les parents de Jacques Taffanel.

## Œuvre
Taffanel composa plusieurs classiques du répertoire de la flûte traversière, dont :
- Andante pastoral et Scherzettino
- Quintette en sol mineur, pour quintette à vent (1878)
- Grande Fantaisie sur Mignon
- Fantaisie sur le Freyschütz

## Dédicaces d'œuvres
Taffanel est le dédicataire de nombreuses œuvres, notamment :
- Ballade pour flûte et orchestre (ou piano) d'Albert Périlhou ;
- Cantabile et Presto de Georges Enesco ;
- Concertino pour flûte et orchestre (ou piano) de Cécile Chaminade (1902) ;
- Fantaisie pour flûte et piano de Gabriel Fauré (1898) ;
- Septuor pour instruments à vent de Théodore Gouvy (1887)[9].

## Distinctions
- Chevalier de la Légion d'honneur en 1889[10].
- Officier de la Légion d'honneur en 1900.

## Discographie
- Quintette en sol – Soni Ventorum Wind Quintet : Felix Skowronek, flûte ; Laila Storch, hautbois ; William McColl, clarinette ; Arthur Grossman, basson ; Christopher Leuba, cor (1978, Crystal Records) (OCLC 724716583) — Avec deux quintettes de Franz Danzi.
- Quintette en sol – Ensemble Vienne-Berlin (mars 1986, Sony) (OCLC 63934062) — Avec le Quintette à vent, op. 43 de Carl Nielsen.
- Quintette en sol – Quintette à vent Aulos de Stuttgart (décembre 1989, Koch Schwann) (OCLC 28117695) — Avec Giulio Briccialdi, Rossini et Charles Lefebure.
- Quintette en sol – Quintette Orsolino (1999, Tudor) (OCLC 59009769) — Avec des œuvres de Reicha, Danzi et Ibert.
- Quintette en sol – Quintette Afflatus : Roman Novtotný, flûte ; Jana Brožková, hautbois ; Vojtěch Nýdl, clarinette ; Radek Baborák, cor ; Ondřej Roskovec, basson (2002, Supraphon) (OCLC 51530932) — Avec Darius Milhaud, Jacques Ibert et Jean Françaix.
- Quintette en sol – Galliard Ensemble : Kathryn Thomas, flûte ; Owen Dennis, hautbois ; Katherine Spencer, clarinette ; Richard Bayliss, cor ; Helen Storey, basson (août 2011, Deux-Elles) (OCLC 924392216) — Dans Jeux d'été : Quintettes à vent français de Gabriel Pierné, Eugène Bozza, Darius Milhaud et Jean Françaix.
- Fantaisies : Grande fantaisie sur Mignon (d'Ambroise Thomas) ; Fantaisie sur le Freischütz (de Weber) ; Fantaisie sur les Indes Galantes (de Rameau) : Fantaisie sur Jean de Nivelle (de Delibes) ; Fantaisie sur Françoise de Rimini (d'Ambroise Thomas) ; Andante pastoral et scherzettino – Olga Leonkiewicz, flûte ; Kinga Firlej-Kubica, piano (mai 2015, Dux) (OCLC 952493879)

Récitals
- Andante pastorale et scherzettino – Robert Aitken, flûte ; Robin McCabe, piano (juin 1981, BIS CD-184) (OCLC 26146100) — Avec des œuvres de Charles-Marie Widor, Eugéne Bozza, André Caplet, André Jolivet, Claude Debussy, Pierre Octave Ferroud et André Jolivet.
- Hommage à Poulenc : Andante Pastoral ; Scherzettino – Abbie de Quant, flute ; Elizabeth van Malde, piano (juillet 2006, FineLine Classical) (OCLC 123313713) — Avec Charles Koechlin, Francis Poulenc, Bart Visman, Henri Dutilleux, Arthur Honegger, Jan Bus, Germaine Tailleferre et Dick Kattenburg.
- L'héritage de Paul Taffanel : Fantaisie sur Le freyschütz ; Morceaux de lecture à vue (2008-2009, 3 CD Divin Art dda 21371) (OCLC 707072545) — Avec Gluck, Fauré, Reinecke, Alphonse Catherine, Clémence de Grandval, Émile Bernard, Georges Barrère, Albert Franz Doppler, Alfred Bruneau, etc. et diverses transcriptions de Paul Taffanel (Chopin, Mendelssohn, Saint-Saëns).
- Fantaisie sur Le freyschütz [orch. Yoel Gamzou] — Emmanuel Pahud, flûte ; Orchestre philharmonique de Rotterdam, dir. Yannick Nézet-Séguin (2010, EMI Classics) (OCLC 937780744) — Avec Gluck, Bizet, Verdi, etc.
- Prélude a l'après-midi : Andante pastoral et scherzettino – Mario Caroli, flûte ; Keiko Nakayama, piano (août 2013, Stradivarius) (OCLC 898213982) — Avec des œuvres de  Claude Debussy (trans. Gustave Samazeuilh), Georges Hüe, Fauré, Philippe Gaubert, George Enesco, André Caplet, Albert Périlhou, Louis Ganne.
- Grande Fantaisie sur Mignon (d'Ambroise Thomas) – Davide Formisano (it), flûte (2015, DG) — Avec Philippe Gaubert, Albert Roussel, Camille Saint-Saëns, Henri Dutilleux, Debussy et Pablo De Sarasate.